# Línea D (Maldonado)
La línea D es una línea urbana de Maldonado. Une la ciudad de San Carlos con Punta del Este.  

## Características
Fue creada en agosto de 2023 con el fin de conectar de forma directa San Carlos con el balneario Punta del Este circulando por la ruta Perimetral, la cual se ubica al noroeste del departamento de Maldonado.
Este servicio lo presta la empresa CODESA.

## Horarios
Su primera salida desde San Carlos hacia Punta del Este se concreta a las 6:30 de la mañana, y cuenta con una duración aproximada de 45 minutos hasta la llegada; la última lo hace a las 18 horas, con el mismo lapso de tiempo entre destinos.
Desde Punta del Este, sale por primera vez a las 10 de la mañana.